# 城見丘站
城見丘站（日语：／ Shiromigaoka eki */?）是位於千葉縣夷隅郡大多喜町船子，夷隅鐵道的夷隅線車站。為夷隅線內最新的車站。車站因在地的大字及新團地「城見丘」而命名。

## 背景
大多喜町於1996年4月在車站附近、即大字船子的中部劃成為新開發的戶建團地，並以該處「風光明美、並能遠望大多喜城」作為賣點，定名為「船子城見丘」。隨後大型購物商場「Olive」進駐開張，新社區亦漸漸形式，不過，當時夷隅鐵道並沒有在此設站的打算。
但是，自從夷隅鐵道接手了原JR東日本的木原線後，一直以來都在艱苦營運，持續的赤字讓公司思考應否繼續營運、還是結束路線，2007年10月29日，夷隅鐵道舉行了「鐵道再生會議」，當中決定了數項救亡措施，其中一項提議，便是在城見丘團地興建新的通勤車站，以增加客量，就此促成了本站的出現。

### 冠名權
「鐵道再生會議」的另一項提議，就是把車站的副站名命名權公開讓公眾認投。本站作為新建車站，最初因應「Olive」鄰近此站，開站時便直接便用上了「Olive前」（オリブ前）作為副站名。後來，位於車站以北約3公里、營運多功能優閒式的農莊大多喜香草園於2019年取得了冠名權，因此副站名亦隨之改為「大多喜香草園」。

## 車站構造

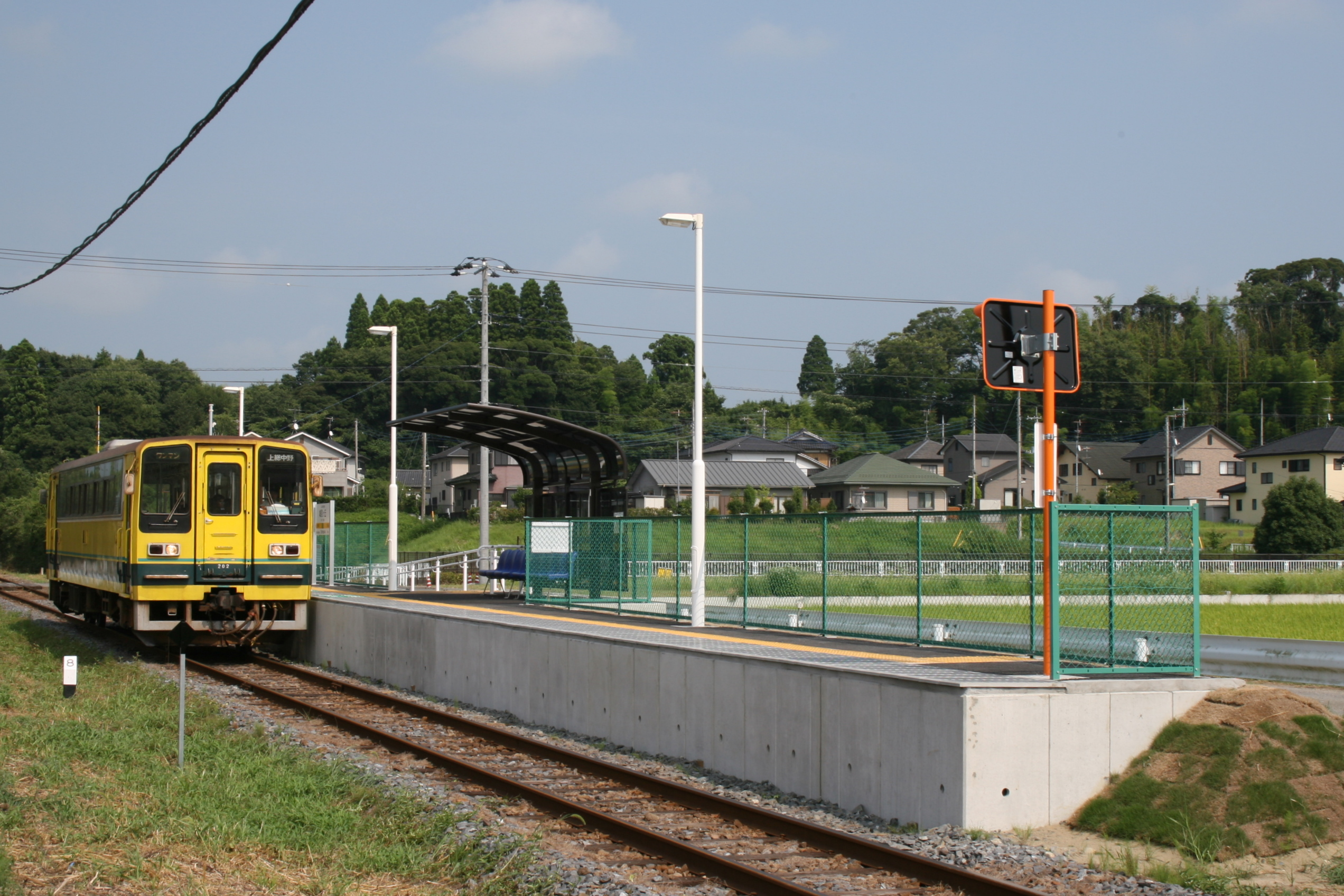
月台（2008年8月13日）

採用簡易通勤車站模式興建，不設站房，只設有候車月台及候車亭一個。出入月台的通道為無障礙斜道；東側設有單車停泊場。最初夷隅鐵道只在開業時於月台入口掛上了祝賀開站的臨時站牌，後來由當地居民以自製方式在欄杆上掛起了非官方站牌。

### 月台配置
只設有側式月台1座，列車不可在此交會。月台全長45米，有效長度為2輛。月台採用全水泥灌注方式興建，並在月台中央以鐵架及透明塑膠板搭建了候車亭，及放置了兩組四獨立座位式的塑膠候車椅。
列車靠站時，往大原方向為右側上落；往上總中野方向為左側上落。
| 路線    | 方向 | 目的地               |
| ------- | ---- | -------------------- |
| ■夷隅線 | 上行 | 大原方向             |
| ■夷隅線 | 下行 | 大多喜、上總中野方向 |

## 歷史
- 2008年：

- 2月8日：發表在船子地區建設新站。
- 3月8日：發表新車站名稱為「城見丘站」。理由為從車站和町均可以看到大多喜城。
- 8月9日：車站啟用。

- 2019年8月1日：地元農莊「大多喜香草園」取得了本站冠名權，並將副站名定名為「大多喜香草園」（大多喜ハーブガーデン）[10]。
- 2024年10月4日：因發生列車脫線事件，全線運休，改以代替巴士運行[11][12]。替代巴士站設於Olive外的國道297號（日语：国道297号）上。

## 使用狀況
| 年度 | 一日平均 乘車人次 | 出處        |
| ---- | ----------------- | ----------- |
| 2008 | 20                | [ 統計 1 ]  |
| 2009 | 23                | [ 統計 2 ]  |
| 2010 | 26                | [ 統計 3 ]  |
| 2011 | 30                | [ 統計 4 ]  |
| 2012 | 34                | [ 統計 5 ]  |
| 2013 | 37                | [ 統計 6 ]  |
| 2014 | 34                | [ 統計 7 ]  |
| 2015 | 35                | [ 統計 8 ]  |
| 2016 | 41                | [ 統計 9 ]  |
| 2017 | 38                | [ 統計 10 ] |
| 2018 | 30                | [ 統計 11 ] |
| 2019 | 27                | [ 統計 12 ] |
| 2020 | 20                | [ 統計 13 ] |
| 2021 | 27                | [ 統計 14 ] |
| 2022 | 28                | [ 統計 15 ] |

## 相鄰車站
夷隅鐵道
■夷隅線
上總中川－城見丘－大多喜

### 統計資料
1. ↑  千葉縣統計年鑑（平成21年） （页面存档备份，存于）（日語）
2. ↑  千葉縣統計年鑑（平成22年） （页面存档备份，存于）（日語）
3. ↑  千葉縣統計年鑑（平成23年） （页面存档备份，存于）（日語）
4. ↑  千葉縣統計年鑑（平成24年） （页面存档备份，存于）（日語）
5. ↑  千葉縣統計年鑑（平成25年） （页面存档备份，存于）（日語）
6. ↑  千葉縣統計年鑑（平成26年） （页面存档备份，存于）（日語）
7. ↑  千葉縣統計年鑑（平成27年） （页面存档备份，存于）（日語）
8. ↑  千葉縣統計年鑑（平成28年） （页面存档备份，存于）（日語）
9. ↑  千葉縣統計年鑑（平成29年） （页面存档备份，存于）（日語）
10. ↑  千葉縣統計年鑑（平成30年） （页面存档备份，存于）（日語）
11. ↑  千葉縣統計年鑑（令和元年） （页面存档备份，存于）（日語）
12. ↑  .   [2025-04-23]. （原始内容存档于2023-07-25）.
13. ↑  千葉縣統計年鑑（令和3年），11 運輸・通信—111民鉄等駅別1日平均運輸状況（2020(令和2)年度）
14. ↑  千葉縣統計年鑑（令和4年），11 運輸・通信—111民鉄等駅別1日平均運輸状況（2021(令和3)年度）
15. ↑  .   [2025-04-23]. （原始内容存档于2025-01-27）.

## 外部連結
- 夷隅鐵道城見丘站（页面存档备份，存于） （日語）